# Ciclu combinat cu gazeificare integrată
Un ciclu combinat cu gazeificare integrată (în engleză integrated gasification combined cycle – IGCC) este o tehnologie energetică care folosește gazeificarea la presiune înaltă pentru a transforma cărbunele și alți combustibili pe bază de carbon în gaz de sinteză sub presiune. Apoi este necesară eliminarea impurităților din gazul de sinteză înainte de intrarea în ciclul termodinamic prin care este generată energie electrică. Unii dintre acești poluanți, cum ar fi sulful, pot fi transformați în produse secundare reutilizabile prin procesul Claus. Epurarea gazului de sinteză are ca rezultat emisii mai mici de dioxid de sulf, particule, mercur și, în unele cazuri, dioxid de carbon. Cu echipamente de proces suplimentare, reacția gazului de apă poate crește eficiența gazeificării și poate reduce emisiile de monoxid de carbon transformându-l în dioxid de carbon. Dioxidul de carbon rezultat din reacție poate fi separat, comprimat și stocat prin sechestrare. Excesul de căldură de la arderea primară și generarea de gaz de sinteză este folosit într-un ciclu Clausius-Rankine, asemănător modului în care căldura evacuată dintr-o turbină cu gaze este introdusă în ciclul unei termocentrale cu ciclu combinat. Acest proces are ca rezultat un randament termodinamic îmbunătățit în comparație cu cel al ciclului Clausius-Rankine bazat pe arderea convențională a cărbunelui pulverizat.

## Importanță
Cărbunele se găsește din abundență în SUA și în multe alte țări, iar prețul său a rămas relativ constant în ultimii ani. Dintre combustibilii tradiționali — petrol, cărbune și gaz natural — cărbunele este folosit drept combustibil în 40 % din producția globală de energie electrică. Consumul de combustibili fosili și contribuția acestuia la emisiile de CO2 pe scară largă devin o problemă presantă din cauza Acordului de la Paris. În special deoarece cărbunele produce mai mult CO2 per kWh decât petrolul sau gazul natural și este responsabil pentru 43 % din emisiile de CO2 produse prin arderea combustibililor. Astfel, emisiile mai scăzute pe care tehnologia IGCC le permite prin gazeificare, precombustie și captarea carbonului sunt discutate ca o modalitate de a aborda preocupările menționate mai sus.

## Funcționare
Mai jos este schema de principiu a fluxurilor materiale a unei termocentrale funcționând după un ciclu combinat cu gazeificare integrată:

Schema de principiu al unei termocentrale cu ciclu combinat cu gazeificare integrată, care utilizează un generator de abur de tip recuperator

Procesul de gazeificare poate produce gaz de sinteză dintr-o mare varietate de materii prime care conțin carbon, cum ar fi cărbunele cu conținut ridicat de sulf, reziduuri grele de petrol și biomasă.
Ciclul este cu gazeificare integrată deoarece:
1. gazul de sinteză produs în secțiunea de gazeificare este utilizat drept combustibil pentru turbina cu gaze din ciclul combinat și
2. aburul produs de răcitoarele de gaz de sinteză din secțiunea de gazeificare este utilizat de către turbina cu abur din ciclul combinat.

În acest exemplu, gazul de sinteză produs este utilizat ca combustibil într-o turbină cu gaze care produce energie electrică. Într-un ciclu combinat normal, căldura evacuată din turbina cu gaze este utilizată într-un generator de abur recuperator (în engleză Heat Recovery Steam Generator – HRSG) pentru a produce abur pentru ciclul turbinei cu abur. O instalație care funcționează după un ciclu combinat cu gazeificare integrată îmbunătățește randamentul general al ciclului prin adăugarea aburului la temperatură mai mare produs de procesul de gazeificare în ciclul turbinei cu abur, folosit pentru a produce energie electrică.
Termocentralele care funcționează după un ciclu combinat cu gazeificare integrată sunt avantajoase în comparație cu termocentralele convenționale pe cărbune datorită randamentului lor termic ridicat, emisiilor mai scăzute de gaze cu efect de seră și posibilității de a folosi cărbune de calitate scăzută. Dezavantajele sunt investiții și costuri de exploatare și întreținere mai mari, precum și problemele captării CO2 produs în procesul de gazeificare.

## Descrierea procesului
- Cărbunele este gazeificat pentru a produce gaz de sinteză. Gazul de sinteză este obținut prin gazeificarea cărbunelui într-un reactor închis, sub presiune, cu o lipsă de oxigen. La temperatură și presiune crescută, în lipsa oxigenului cărbunele este descompus în loc să fie ars. Reacția chimică dintre cărbune și oxigen decurge în două trepte, prima fiind:

{\displaystyle C_{x}H_{y}+{\frac {x}{2}}\,O_{2}\rightarrow x\,CO+{\frac {y}{2}}\,H_{2}.}
Acest proces este endoterm, necesitând un aport de căldură provenit din pasul al doilea.
- În pasul următor monoxidul de carbon este oxidat la dioxid de carbon (reacția gazului de apă)[4]

{\displaystyle x\,CO+{\frac {x}{2}}\,O_{2}\rightarrow x\,CO_{2}.}
Acest proces este exoterm, bilanțul fiind gazul de sinteză, un amestec de dioxid de carbon și hidrogen:
{\displaystyle C_{x}H_{y}+x\,O_{2}\rightarrow x\,CO_{2}+{\frac {y}{2}}\,H_{2}.}
- Bilanțul reacției de mai sus fiind exoterm, căldura obținută este folosită pentru a produce abur din apa de răcire a reactorului, abur care apoi este folosit pentru producerea de energie electrică de către turbina cu abur.
- Înainte de a fi ars, gazul de sinteză trebuie să treacă printr-un proces de epurare, prin care se separă CO2 și impuritățile. Sunt necesare trei etape pentru separarea impurităților:[4]

1. Reacția gazului de apă, care are loc în treapta a doua descrisă mai sus. Acest lucru produce un gaz cu o compoziție mai mare de hidrogen, care este mai eficient la arderea ulterioară.
2. Procesul fizic de separare. Acesta se poate realiza prin absorbție, adsorbție sau membrane de separare.
3. Uscare (îndepărtarea umidității), comprimare și stocare.

- Gazul rezultat alimentează o instalație de turbină cu gaze (ITG) care antrenează un generator electric ce produce electricitate. În această etapă, gazul rezultat este H2 destul de pur.

## Avantaje și dezavantaje
Un dezavantaj major al utilizării cărbunelui drept combustibil este emisia de dioxid de carbon și poluanți, inclusiv dioxid de sulf, oxid de azot, mercur (în special cărbunele din Munții Apalași) și particule. Aproape toate termocentralele pe cărbune folosesc arderea cărbunelui în stare pulverizată. Ele macină cărbunele pentru a-i crește suprafața de ardere, îl arde pentru a produce abur și trece aburul produs printr-o turbină pentru a genera electricitate. Termocentralele pe cărbune pulverizat pot capta dioxidul de carbon numai după ardere, atunci când este diluat și mai greu de separat. Prin comparație, gazeificarea în IGCC permite separarea și captarea dioxidului de carbon concentrat și presurizat înainte de ardere. Curățarea gazului de sinteză se face cu filtre pentru îndepărtarea particulelor solide, spălare pentru îndepărtarea particulelor fine și adsorbanți solizi pentru îndepărtarea mercurului. În plus, doar hidrogenul gazos este ars, care nu produce poluanți în timpul arderii.
Procedeul IGCC consumă mai puțină apă decât termocentralele tradiționale pe cărbune pulverizat. Căldura care trebuie cedată sursei reci din ciclul termic al aburului este evacuată prin condensarea aburului în condensatoare, în care această căldură este preluată de apa de răcire. Aceasta, la rândul ei, este răcită în turnurile de răcire prin evaporarea unei părți din ea, care astfel este pierdută. În IGCC ciclul aburului produce doar o parte a curentului electric, altă parte fiind produsă de ciclul turbinei cu gaze, care folosește aer, nu apă.
În prezent, dezavantajul major al termocentralelor cu IGCC este costul ridicat al investiției inițiale în comparație cu alte tipuri de termocentrale folosite la producerea energiei electrice.